# Parque natural Kalbario-Patapat
El Parque natural Kalbario-Patapat es un área protegida en las Filipinas, situada en las montañas de Patapat en los municipios de Pagudpud y Adams en el norte de la provincia de Ilocos Norte.
El parque natural se estableció el 20 de abril de 2007 por la Proclamación no. 1275 y abarca 3.800 hectáreas ( 9.400 acres) con una zona de amortiguamiento de 1.937 hectáreas ( 4.790 acres). El parque fue creado en el marco del Sistema integrado de Áreas Protegidas Nacionales ( NIPAS ) del Departamento de Medio Ambiente y Recursos Naturales. En la parte norte del parque se encuentra el viaducto Patapat una vía de 7 kilómetros ( 4.3 millas)  parte de la Autopista Pan-Filipina (o Maharlika).